# پرچم ایندیاناپولیس
پرچم ایندیاناپولیس در ۲۰ مه ۱۹۶۳ پذیرفته شد.